# Havstobis
Havstobis (Ammodytes marinus, Raitt, 1934) är en mindre, långsmal fiskart som tillhör familjen tobisfiskar. 

## Utseende
Havstobisen är en långsmal, silverglänsande fisk med tydligt underbett. Överkäken kan dock förlängas till en strut, som används vid näringssök. Ryggen är blå- till grönaktig. Ryggfenan är mycket lång, medan den saknar bukfenor. Den är mycket lik kusttobisen, men skiljs från denna på att bukfjällen inte sitter i jämna rader. Havstobisen kan bli upp till 25 cm lång.

## Vanor
Havstobisen är en stimfisk, som under näringssöket uppträder pelagiskt på djup mellan 10 och 175 m. Hela stimmet kan emellertid gräva ner sig i havsbottnen och gömma sig där i flera timmar. Den lever på zooplankton, fiskyngel och mindre kräftdjur. Själv är havstobisen viktig föda för andra fiskarter, såsom lax, makrill, piggvar och torsk.
Fisken övervintrar i en form av dvala, nergrävd i bottenmaterialet. Den vaknar dock ur dvalan i samband med parningstiden.
Havstobisen blir åtminstone 10 år gammal.

### Fortplantning
Havstobisen leker under vintern. För leken föredrar den sandbotten, där honan kan lägga upptill 25 000 klibbiga ägg. De nykläckta ynglen är pelagiska.

## Utbredning
Arten förekommer från Brittiska öarna till Island, längs Norges kust till Vita havet och via Nordsjön till Östersjön söder om Finska viken. 

## Ekonomisk användning
Havstobisen fångas främst som industrifisk.

## Andra namn
På svenska kallas havstobis även djuptobis eller kölad tobis.